# Bruno Bizarro
Bruno Bizarro (8 de Outubro em Lisboa) é um compositor, engenheiro de áudio e produtor musical português.

## Biografia
Desde muito cedo, Bruno Bizarro mostrou forte interesse pela música. 
Embora se considere um autodidacta, frequentou o Conservatório Regional da Sobreda, no instrumento de piano, com o professor Luís Pinto e teve aulas particulares, com Jorge Santos (professor português) e Lucía del Campo (professora argentina).
Para além disso, formou-se em Engenharia de Áudio na SAE (School of Audio Engineering) em Madrid, onde inclusivamente foi monitor. 
Enquanto estudava na SAE, foi um dos vencedores do Mackie Traktion Contest.
Participou em vários workshops e teve aulas com alguns profissionais importantes no meio da indústria musical, produção musical e engenharia de áudio, como são exemplo disso, Tó Pinheiro (Engenheiro de Mastering português), Manolo Aguilar (ex-director da BMG Ariola), Nick Litwin (Engenheiro de Mastering argentino), Michel Martin (Engenheiro de Áudio espanhol), Florian A. Schober (Compositor e Produtor alemão), Ulf Ding (Pianista Alemão), entre outros…
A sua tese de final de curso acabou mesmo por ser sobre música para filme, tendo o título de "un poco sobre bandas sonoras…y análisis de la música de algunas películas". No ano seguinte a ter-se formado pela SAE entrou para a RTVE (Radio Televisión Española) como estagiário, nos departamentos da RNE de Rádio, Gravação/Mistura de música clássica, pop e ligeira.
Bruno Bizarro costuma colaborar com o argumentista António Rodrigues (também realizador e actor), de quem é amigo há muito tempo. Ambos mantêm uma ligação profissional muito forte.
Para além da componente de film music, Bruno Bizarro foi e é pianista, teclista, produtor musical e "arranger" de várias bandas.

## Filmografia

### Compositor
1. "Doorways" (2024)
2. "There's Always Tomorrow" (2023)
3. "Twins in Crime" (2023)
4. "Padre" (2023)
5. "Legacy" (2021)
6. "Sailing Over the Sun" (2021)
7. "The Barn" (2020)
8. "What's Left? (2020)
9. "Há quanto tempo não vê um filme português? - 5 Spots TV para a Academia Portuguesa de Cinema (2020)
10. "Audiotales" Webseries (2017 - actual)
11. "Audiotales 80's Bash" Trailer (2017)
12. "Eden" (2015)
13. "Σ 537: A Phobian Machine Experiment" (2015)
14. "God Ex Machina" Filme/Peça de teatro (2015)
15. "No Fim da Linha" (2015)
16. "Shell" (2012)
17. "Verbo Muller" (Música em video para peça de teatro) (2011)
18. "O Último Tesouro" Série de televisão (2011) [3]
19. "Valentim de Carvalho Produções Audiovisuais" Vídeo/Publicidade (2009)
20. "Salazar - A vida Privada" Versão Cinema (2009)
21. "A Vida Privada de Salazar" Mini-Série de televisão (2009)
22. "Merry Christmas" (2008)
23. "Meia-Noite" (2008)
24. "Substantia" (2007) [4]
25. "Merry Christmas - On The Lot version" (2007)
26. "Eco" (2006)
27. "Mayo" (2005)
28. "Niño Migraña" (2005)[5]
29. "The Heart of The Dragon trailer" (2005)
30. "The Challenge" (2004)
31. "Aurea Pictures Presentation" for SAE (2003)
32. "Quimera" (2001) (*1)
33. "O Rosto da Traição" (2000) (*)

(*)- Projectos não concluídos
- Todas as BSO acima referidas foram também, orquestradas, produzidas pelo compositor com arranjos do mesmo.

### Departamento de música
1. "POF" (como Supervisor Musical) (2012) (em pré-produção)
2. "Meia-Noite" (como Supervisor Musical) (2008)
3. "Osa Meri" (como Produtor Musical) (2005)
4. "Party of Four 2" (como Supervisor Musical) (1998)
5. "Documentário: Arriba Fóssil" (como Supervisor Musical) (1997)

### Departamento de áudio
1. "I'm All Set" (Foley, edição de áudio, mistura) (2019)
2. "POF" (captação, edição, foley, masterização, mistura) (2012) (em pré-produção)
3. "Bento - Melech Mechaya" (Foley, Edição de Áudio) (2012)
4. "Dança do Desprazer - Melech Mechaya" (Foley, Edição de Áudio) (2010)
5. "Eco" (Perchista, Edição, Mistura, Masterização e Foley) (2006)
6. "Vídeo de Formação para o Celeiro" (Perchista) (2005)
7. "Aurea Pictures Presentation" for SAE (Gravação, Sound Design, Edição) (2003)
8. "Documentário: Arriba Fóssil" (como Co-Locutor) (1997)

### Departamento de imagem/outros
1. "Party of Four 2" (como Operador de Camera) (1998)
2. "Documentário: Arriba Fóssil" (como Operador de Camera) (1997)

### Realizador
1. "POF" (2012) (em pré-produção)
2. "Party of Four 2" (1998)
3. "Documentário: Arriba Fóssil" (1997)

### Produtor
1. "POF" (2012) (em pré-produção)
2. "Shell" (2012) (em pós-produção)
3. "Party of Four 2" (1998)
4. "Documentário: Arriba Fóssil" (1997)

### Actor/figurante
1. "POF" - Dionísio (2012) (em pré-produção)
2. "Shell" Utilizador de WC (cameo) (2012) (em pós-produção)
3. "Bento - Melech Mechaya" - Espectador (2012)
4. "Quimera" - Demónio (2001) (*1)
5. "O Rosto da Traição" - Marco (2000) (*1)
6. "Party of Four 2" - Dionísio (1998)

(*)- Projecto não concluídos

## Discografia
O álbum "What's Left?" da banda-sonora original do filme americano homónimo foi lançado a 6 de Março de 2021 para todas as plataformas digitais, pela ONErpm.
Em 11 de Novembro de 2022 foi lançado o single de música electrónica e synthwave "Running Away From What" masterizado por Doctor Mix, seguido do single "Centaurianaut", também dentro do género electrónico e misturado e masterizado também por Doctor Mix em Londres em 17 de Novembro de 2023, ambos distribuídos pela One Level: Up Music.